# Кедикилве, Понатшего
Понатшего Хонориус Кефаенг Кедикилве (англ. Ponatshego Honorius Kefaeng Kedikilwe) — ботсванский государственный деятель. Бывший вице-президент страны.

## Биография
Родился в 1938 году в Бечуаналенде (протекторат Великобритании в Южной Африке). В 1984 году стал работать сенатором в Национальной ассамблее Ботсваны от Демократической партии.
С 2007 по 2012 год был в должности министра по делам полезных ископаемых Ботсваны. 1 августа 2012 года был избран вице-президентом. Занимал эту должность до 12 ноября 2014 года.